# Zadniestrze
Zadniestrze, do 1928 Neudorf (ukr.  Задністря) – wieś na Ukrainie w rejonie samborskim obwodu lwowskiego, nad Dniestrem.

## Historia
Pod koniec XIX wieku kolonia niemiecka w powiecie samborskim.